# Bruin glaswerk

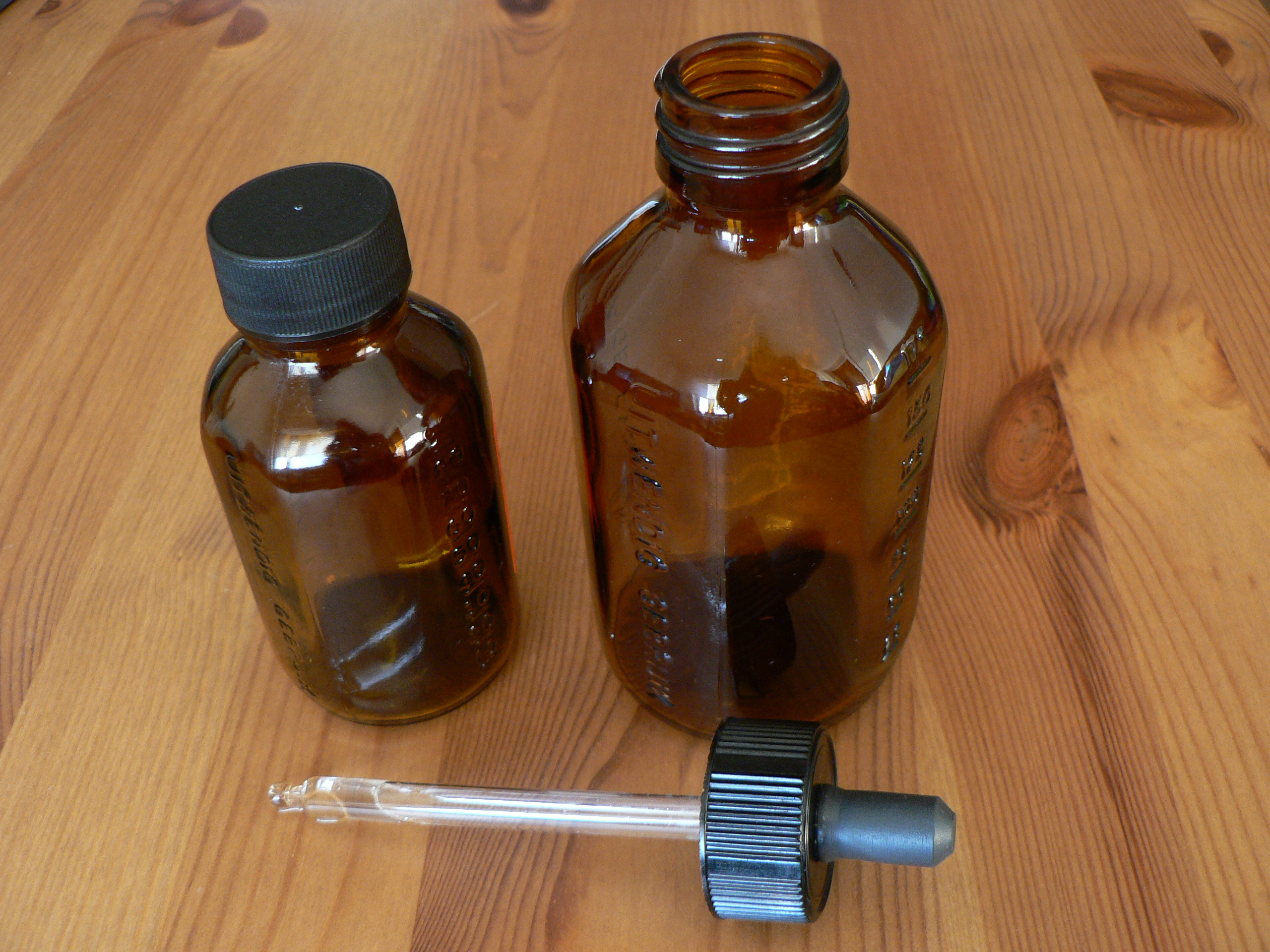
Een druppelteller en bruin glaswerk.

Bruin glaswerk is glaswerk met een bruine kleur. Het wordt gebruikt in laboratoria en apotheken om chemische (vloei)stoffen die lichtgevoelig zijn in te bewaren. 
Soms zit er een druppelteller in het deksel van zo'n flesje ingebouwd, zodat de druppelteller schoon blijft en niet verwisseld kan worden met druppeltellers die voor andere vloeistoffen dienen.